# S-League de 2012
A S.League de 2012 foi a 17º edição da liga profissional de futebol de Singapura, a S.League.
A liga contou com doze clubes. O Tampines Rovers foi o campeão, sendo o vice o Brunei DPMM FC.